# Zombiefilm
Zombiefilm er alle former for film, hvori der optræder zombier. Blandt de tidligste zombiefilm er White Zombie (1932) med Bela Lugosi, fulgt af klassikere som den engelske The Plague of the Zombies (1966). Med George A. Romeros Night of the Living Dead (1968) ændrede zombiefilmene karakter fra at handle om woodoo-forbandelser til at skildre smitsomme, virusagtige epidemier, ofte med zombierne som metafor for diverse dårligdomme i det moderne samfund, hvor det ikke blot er zombierne, der forårsager dødsfaldene, men også spændinger og splid mellem mennesker, der i nogle tilfælde udgør en større trussel mod dem selv, end zombierne gør.

## Danske zombiefilm
- De lever (Martin Schmidt, 1990)
- Vågn op! (Peder Pedersen, 1992)
- Snake Eyes (Martin Schmidt, 1992)
- Bryllupsnatten (Mads Tobias Olsen, 1997)
- Nekrolog (Ian Helstrup, 2000)
- Rådden kærlighed (Martin Forsbom, 2002)
- There's Something Rotten in the State of Denmark (Ella Rasmussen, 2005)
- Codename: Yin/Yang (Johan Albrechtsen, 2007)
- ZombieWestern: It Came from the West (Tor Fruergaard, 2007)
- Rise from Your Grave (Carl Marott Rasmussen, 2009)
- Opstandelsen (Casper Haugegaard, 2010)
- De genfødte (Henrik Bjerregaard Clausen, 2010)
- In Between (Laust Andersen, 2011)
- Hovedløst begær (Kim Lysgaard Andersen, 2011)
- Zomedy (Mads Rosenkrantz Grage & Jacob Ege Hinchely, 2011)
- Du Danske Sommer 2  (Marianne Glenhammer, 2012)
- Outpost  (Esben Halfdan Blaakilde, 2012)
- Mors dag (Jonas Kvist Jensen, 2012)
- Zombie Nuts (Allan Christiansen, 2012)
- Forfald (Mark S. Svensson, 2013)
- Fra alle os... (Jonas Kvist Jensen, 2013)
- Zombiehagen (Jonas Ussing, 2014)
- Udbrud (Henrik Andersen, 2015)
- Fear of Silent Hill (Svetlana Merlov Pittman, 2016)
- Sorgenfri (Bo Mikkelsen, 2016)
- Escaping the Dead (Martin Sonntag, 2017)
- Less than human (Steffen Bang Lindholm, 2017)
- Lad de døde hvile (Sohail A. Hassan, 2018)
- Sort kaffe ...dommedagen derpå (Henrik Andersen, 2022)

## Øvrige zombiefilm - et udvalg
- I Walked with a Zombie (1943)
- The Plague of the Zombies (1966)
- Night of the Living Dead (1968)
- Dawn of the Dead (1978)
- Zombi 2 (1979)
- Paura nella città dei morti viventi (1980)
- The Evil Dead (1981)
- Day of the Dead (1985)
- The Return of the Living Dead (1985)
- Night of the Living Dead (1990) (remake)
- Resident Evil (2002)
- 28 Days Later... (2002)
- Shaun of the Dead (2004)
- Resident Evil: Apocalypse (2004)
- Dead & Breakfast (2004)
- Dawn of the Dead (2004) (remake)
- Dead Meat (2004)
- Land of the Dead (2005)
- House of the Dead (2005)
- 28 Weeks Later (2007)
- Resident Evil: Extinction (2007)
- Planet Terror (2007)
- Diary of the Dead (2008)
- Survival of the Dead (2009)
- Zombieland (2009)
- Resident Evil: Afterlife (2010)
- Pirates of the Caribbean: On Stranger Tides (2011)
- Warm Bodies (2013)
- World War Z (2013)
- Maggie (2015)
- The Girl with All the Gifts (2016)
- Seoul Station (2016)
- Train to Busan (2016)
- Pride and Prejudice and Zombies (2016)
- One Cut of the Dead (2017)
- The Dead Don't Die (2019)
- Lisa Frankenstein (2024)